# Équipe de Belgique de football en 1932
Maillots
Chronologie
Saison précédente Saison suivante
L'équipe de Belgique de football inaugure en 1932 une grande première : les matchs en nocturne.
Le Stade du Heysel accroche en effet cette année-là une corde importante à son arc quoique pas encore décisive à une époque où les rencontres en fin de soirée constituent l'exception plutôt que la règle : l'éclairage électrique. Les internationaux belges furent donc conviés par la fédération de la sorte : « Messieurs, jusqu'à présent vous avez toujours joué à la lumière du jour, nous allons maintenant faire un essai en nocturne, au Heysel, fin janvier contre une sélection viennoise. Vous êtes invités, le 14 janvier, à vous familiariser avec l'éclairage du stade. ».

## Résumé de la saison
C'est ainsi que les joueurs belges rencontrent tout d'abord une équipe de juniors lors d'une partie d'entraînement pour s'habituer à ces nouvelles circonstances de match avant d'être opposés le 27 janvier, sous les projecteurs, à une formation viennoise qui s'impose (0-1) devant 25 000 spectateurs,, un nombre inespéré pour une rencontre amicale en plein hiver. En fait, les sunlights, comme on les appelait alors, étaient plus une attraction qu'une nécessité mais ils permirent au moins à l'Union Belge de multiplier les soirées de gala, même si la plupart de ces rencontres ne furent toutefois pas reconnues comme officielles, comme celles quelques jours plus tard à l'occasion de Mardi gras face à la sélection officieuse hollandaise des Zwaluwen (nl) (3-6) ou plus tard contre le Sparta Prague, le 23 novembre, remportée très nettement (4-1), les Tchèques ayant eu beaucoup de mal à s'adapter à la lumière artificielle. Ces matchs en nocturne avaient au moins le mérite de faire rentrer de l'argent dans les caisses à une période où c'était plus que nécessaire vu le contexte de crise économique en Belgique.
Cette année 1932 était également une année olympique mais les dirigeants belges n'eurent pas à résoudre le dilemme de la participation footballistique aux Jeux de Los Angeles car il fut tout simplement décidé d'y supprimer le football qui, depuis l'organisation de la Coupe du Monde, n'avait plus guère de signification dans le cadre des Jeux. Pour des raisons budgétaires évidentes, et déjà évoquées en 1928, le football olympique allait néanmoins renaître en 1936 à Berlin mais il allait s'agir d'une épreuve devenue tout à fait secondaire et à laquelle les Belges décidèrent de ne pas participer. La Belgique n'allait d'ailleurs reprendre part à cette compétition que dans le cadre des éliminatoires des Jeux de Moscou en 1980, avec une équipe spécifique d'ailleurs, la FIFA ne reconnaissant pas les matchs disputés à partir des Jeux olympiques de 1960 comme des sélections internationales. Depuis 1992, ce sont les espoirs qui participent aux Jeux olympiques, si toutefois ils se qualifient par le biais du Championnat d'Europe, comme ce fut le cas à Pékin en 2008.
La première rencontre entre nations de l'année est un derby des plats pays et voit la Belgique l'emporter (2-3) à Amsterdam. Toutefois, ce match organisé afin de collecter des fonds pour la FIFA ne fut pas reconnu comme rencontre officielle et ne figure donc pas dans les statistiques officielles des deux équipes. Ce match sera suivi de deux autres rencontres opposant les Diables Rouges aux Pays-Bas, l'une au Bosuil et l'autre à nouveau à Amsterdam, pour autant de défaites infligées à la Belgique, respectivement (1-4) et (2-1).
Au muguet, après s'être inclinés une nouvelle fois (2-3) des œuvres du Wacker Vienne qui n'est cependant pas reconnu officiellement vu qu'il s'agit d'un match contre une équipe de club, une victoire aisée (5-2) face à la France à Bruxelles met un peu de baume au cœur des Belges qui vont un mois plus tard, le 5 juin, après une autre lourde déconvenue (0-5) fin mai à l'occasion d'un intermède officieux contre une sélection régionale de joueurs issus d'Allemagne de l'Ouest, réaliser un bel exploit. Après avoir été menés (3-0) à l'heure de jeu à Copenhague, ceux-ci vont marquer à quatre reprises dans la dernière demi-heure, grâce notamment à un triplé de Jean Capelle qui allait devenir le meilleur artificier de la saison. Ce déplacement en terres scandinaves est jumelé avec une visite à la Suède huit jours plus tard, à Stockholm, qui s'achève sur une nouvelle défaite belge (3-1).
En octobre, après une partie d'entraînement non officielle remportée (4-2) au détriment des professionnels anglais de Gillingham fin septembre, les Diables Rouges accueillent une nouvelle fois leurs voisins bataves au Heysel. Ce sont les Oranje qui remportent ce match de charité (2-3) qui ne fut pas reconnu comme rencontre officielle et ne figure donc pas dans les statistiques officielles des deux équipes.
L'année s'achève sur une note négative avec une grosse défaite (1-6) encourue face à la Wunderteam autrichienne.

## Les matchs
| Non officiel                                                     | Pays-Bas                  | 2 - 3   | Belgique                     | Stade olympique Amsterdam, Pays-Bas           |                                               |
| 14 février 1932 · 14:00 heure locale · Historique des rencontres | Wels 36e · van Nellen 47e | (1 – 1) | Versyp 31e 85e · Capelle 87e | Spectateurs : 28 000 Arbitrage : Stanley Rous | Spectateurs : 28 000 Arbitrage : Stanley Rous |

Note : Ce match organisé afin de collecter des fonds pour la FIFA ne fut pas reconnu comme rencontre officielle et ne figure donc pas dans les statistiques officielles des deux équipes.
| Match amical Coupe Van den Abeele                             | Belgique  | 1 - 4   | Pays-Bas                  | Bosuilstadion Deurne, Belgique                   |                                                  |
| 20 mars 1932 · 15:00 heure locale · Historique des rencontres | Bastin 8e | (1 – 2) | Lagendaal 11e 31e 46e 61e | Spectateurs : 40 000 Arbitrage : William Musther | Spectateurs : 40 000 Arbitrage : William Musther |
| 20 mars 1932 · 15:00 heure locale · Historique des rencontres | Rapport   |         |                           | Spectateurs : 40 000 Arbitrage : William Musther | Spectateurs : 40 000 Arbitrage : William Musther |

| Match amical                                                   | Pays-Bas     | 2 - 1   | Belgique    | Stade olympique Amsterdam, Pays-Bas         |                                             |
| 17 avril 1932 · 14:30 heure locale · Historique des rencontres | Adam 10e 78e | (1 – 0) | Capelle 66e | Spectateurs : 33 000 Arbitrage : Paul Ruoff | Spectateurs : 33 000 Arbitrage : Paul Ruoff |
| 17 avril 1932 · 14:30 heure locale · Historique des rencontres | Rapport      |         |             | Spectateurs : 33 000 Arbitrage : Paul Ruoff | Spectateurs : 33 000 Arbitrage : Paul Ruoff |

| Match amical                                                  | Belgique                                                              | 5 - 2   | France                       | Stade du Centenaire Laeken, Belgique                |                                                     |
| 1er mai 1932 · 15:30 heure locale · Historique des rencontres | Brichaut 23e · S. Van Den Eynde 25e 61e · Capelle 38e · Van Beeck 46e | (3 – 0) | Pavillard 48e · Sécember 84e | Spectateurs : 40 000 Arbitrage : Heinrich Retschury | Spectateurs : 40 000 Arbitrage : Heinrich Retschury |
| 1er mai 1932 · 15:30 heure locale · Historique des rencontres | Rapport                                                               |         |                              | Spectateurs : 40 000 Arbitrage : Heinrich Retschury | Spectateurs : 40 000 Arbitrage : Heinrich Retschury |

| Match amical                                                 | Danemark                                                  | 3 - 4   | Belgique                            | Københavns Idrætspark Copenhague, Danemark        |                                                   |
| 5 juin 1932 · 13:00 heure locale · Historique des rencontres | Hansen (en) 23e · Christophersen (en) 49e · Jørgensen 54e | (1 – 0) | Capelle 57e 63e 70e · Van Beeck 67e | Spectateurs : 17 000 Arbitrage : Bjarne Bech (no) | Spectateurs : 17 000 Arbitrage : Bjarne Bech (no) |
| 5 juin 1932 · 13:00 heure locale · Historique des rencontres | Rapport                                                   |         |                                     | Spectateurs : 17 000 Arbitrage : Bjarne Bech (no) | Spectateurs : 17 000 Arbitrage : Bjarne Bech (no) |

| Match amical                                                  | Suède                          | 3 - 1   | Belgique             | Stade olympique Stockholm, Suède                  |                                                   |
| 12 juin 1932 · 14:00 heure locale · Historique des rencontres | Sundberg 15e 78e · Hansson 50e | (1 – 1) | S. Van Den Eynde 22e | Spectateurs : 19 000 Arbitrage : Karl Weingärtner | Spectateurs : 19 000 Arbitrage : Karl Weingärtner |
| 12 juin 1932 · 14:00 heure locale · Historique des rencontres | Rapport                        |         |                      | Spectateurs : 19 000 Arbitrage : Karl Weingärtner | Spectateurs : 19 000 Arbitrage : Karl Weingärtner |

| Non officiel                                                     | Belgique                           | 2 - 3   | Pays-Bas                                                   | Stade du Centenaire Laeken, Belgique                   |                                                        |
| 16 octobre 1932 · 15:00 heure locale · Historique des rencontres | Claessens 44e (pen.) · Capelle 68e | (1 – 2) | Nagels (nl) 8e · van den Broek (nl) 13e · Bonsema (nl) 74e | Spectateurs : 25 000 Arbitrage : Walter Lewington (hu) | Spectateurs : 25 000 Arbitrage : Walter Lewington (hu) |

Note : Ce match de charité ne fut pas reconnu comme rencontre officielle et ne figure donc pas dans les statistiques officielles des deux équipes.
| Match amical                                                      | Belgique          | 1 - 6   | Autriche                                           | Stade du Centenaire Laeken, Belgique           |                                                |
| 11 décembre 1932 · 14:00 heure locale · Historique des rencontres | Van Landeghem 82e | (0 – 3) | Schall 17e 28e 43e 76e · Zischek 77e · Weselik 87e | Spectateurs : 16 000 Arbitrage : Reginald Rudd | Spectateurs : 16 000 Arbitrage : Reginald Rudd |
| 11 décembre 1932 · 14:00 heure locale · Historique des rencontres | Rapport           |         |                                                    | Spectateurs : 16 000 Arbitrage : Reginald Rudd | Spectateurs : 16 000 Arbitrage : Reginald Rudd |

## Les joueurs
| Joueurs               | Joueurs                  | Non officiel | Amical | Amical | Amical | Amical | Amical | Non officiel | Amical |
| --------------------- | ------------------------ | ------------ | ------ | ------ | ------ | ------ | ------ | ------------ | ------ |
| Gardiens de but       |                          |              |        |        |        |        |        |              |        |
| Louis Vandenbergh     | Daring Club de Bruxelles | 90           | 90     | 90     | 90     | 90     | 22e    | 90           |        |
| Henri Woestad         | R Berchem Sport          |              |        |        |        |        | 22e ,  |              |        |
| Robert Braet          | RCS Brugeois             |              |        |        |        |        |        |              | 90     |
| Défenseurs            |                          |              |        |        |        |        |        |              |        |
| Théodore Nouwens      | Racing Club de Malines   | 90           | 90     |        |        |        |        | 90           |        |
| Nicolas Hoydonckx     | R Excelsior FC Hasselt   | 90           |        |        |        |        |        | 90           | 90     |
| Albert Heremans       | Daring Club de Bruxelles |              | 90     |        |        | 90     | 90     |              |        |
| Jules Lavigne         | Racing Club de Bruxelles |              |        | 90     | 90     | 90     | 90     |              |        |
| Henri De Deken        | Royal Antwerp FC         |              |        | 90     | 90     |        |        |              |        |
| Jules Pappaert        | Union Saint-Gilloise     |              |        |        |        |        |        |              | 90     |
| Joseph Van Ingelgem   | Daring Club de Bruxelles |              |        |        |        |        |        |              | 90     |
| Milieux               |                          |              |        |        |        |        |        |              |        |
| Charles Simons        | Royal Antwerp FC         | 90           | 90     | 90     | 90     | 90     | 90     |              |        |
| Auguste Hellemans     | RFC Malinois             | 90           | 90     | 90     |        |        |        | 90           | 90     |
| Jean De Clercq        | Royal Antwerp FC         | 90           | 90     |        |        |        |        |              |        |
| Jean Claessens        | Union Saint-Gilloise     |              |        | 90     | 90     |        |        | 90           | 90     |
| Émile Stijnen         | R Berchem Sport          |              |        |        | 90     | 90     | 90     |              |        |
| Edouard Van Brandt    | R Berchem Sport          |              |        |        |        | 90     | 90     | 90           |        |
| Attaquants            |                          |              |        |        |        |        |        |              |        |
| Louis Versyp          | RFC Brugeois             | 90           | 90     | 90     | 90     | 90     | 90     | 90           | 22e    |
| Gabriël Noëth         | RFC Malinois             | 90           |        |        |        |        |        |              |        |
| Jean Capelle          | Standard de Liège        | 90           | 90     | 90     | 90     | 90     | 90     | 90           |        |
| Joseph Van Beeck      | Royal Antwerp FC         | 90           | 90     |        | 90     | 90     | 90     | 90           | 22e    |
| Stanley Van Den Eynde | R Beerschot AC           | 90           |        |        | 90     | 90     | 90     |              | 90     |
| Bernard Voorhoof      | K Liersche SK            |              | 90     | 90     |        |        |        | 90           |        |
| Désiré Bastin         | Royal Antwerp FC         |              | 90     | 90     |        |        |        |              |        |
| Laurent Grimmonprez   | Racing Club de Gand      |              |        | 90     |        |        |        |              |        |
| Jean Brichaut         | Standard de Liège        |              |        |        | 90 ,   | 90     | 90     |              | 90     |
| Félix Van Campenhout  | RFC Malinois             |              |        |        |        |        |        | 90           |        |
| Vital Van Landeghem   | Union Saint-Gilloise     |              |        |        |        |        |        |              | 90 ,   |
| François Vanden Eynde | Union Saint-Gilloise     |              |        |        |        |        |        |              | 90     |

1. 1 2 3 4 5 6 7 8 9  Première sélection officielle pour le joueur.
2. 1 2 3 4 5 6  Dernière sélection officielle pour le joueur.
3. 1 2  Premier but officiel pour le joueur.

## Sources